# Oczy Mlody
Oczy Mlody er det 14. studiealbum fra The Flaming Lips. Albummet blev udgivet den 13. januar 2017.

## Spor
| Nr.           | Titel                                                                 | Writer(s)     | Længde |
| ------------- | --------------------------------------------------------------------- | ------------- | ------ |
| 1.            | "Oczy Mlody"                                                          |               | 2:53   |
| 2.            | "How??"                                                               |               | 4:24   |
| 3.            | "There Should Be Unicorns (featuring Reggie Watts)"                   |               | 5:49   |
| 4.            | "Sunrise (Eyes of the Young)"                                         |               | 4:05   |
| 5.            | "Nigdy Nie (Never No)"                                                |               | 4:10   |
| 6.            | "Galaxy I Sink"                                                       |               | 3:57   |
| 7.            | "One Night While Hunting for Faeries and Witches and Wizards to Kill" |               | 6:07   |
| 8.            | "Do Glowy"                                                            |               | 4:18   |
| 9.            | "Listening to the Frogs With Demon Eyes"                              |               | 7:35   |
| 10.           | "The Castle"                                                          |               | 4:50   |
| 11.           | "Almost Home (Blisko Domu)"                                           |               | 4:53   |
| 12.           | "We a Famly (featuring Miley Cyrus)"                                  |               | 4:44   |
| Total længde: | Total længde:                                                         | Total længde: | 57:45  |